# Лобода Михайло Васильович
Миха́йло Васи́льович Лобода́ (7 вересня 1940, село Пристайлове, Лебединський район, Сумська область — 30 червня 2016, Київ) — український лікар-науковець, організатор охорони здоров'я. Народний депутат України (2002—2006). Президент Всеукраїнської асоціації фізіотерапевтів та курортологів (з 1987). Перший віце-президент Всесвітньої федерації водолікування і кліматолікування.

## Життєпис
Народився 7 вересня 1940 року в селі Пристайлове.
Закінчив Харківський медичний інститут, педіатричний факультет (1963). Вища партійна школа при ЦК КПУ. Доктор медичних наук (з 1992), професор (з 1997), член-кореспондент Академії медичних наук України (з листопада 2003).
Автор (співавтор) понад 100 наукових праць.
- 1963 — 1966 — лікар-педіатр, лікар-методист, заступник головного лікаря Лебединської районної лікарні.
- 1966 — 1969 — аспірант, 1969-1973 — асистент кафедри шпитальної педіатрії Харківського медичного інституту.
- 1973 — 1976 — начальник відділу — заступник начальника управління лікувально-профілактичної допомоги дітям і матерям, 1976 — 1987 — начальник Головного управління спеціалізованих санаторіїв Міністерства охорони здоров'я України.
- 1987 — 1992 — голова Української республіканської ради з управління курортами профспілок.
- 1992 — 2002 — голова правління ЗАТ лікувально-оздоровчих закладів профспілок України «Укрпрофоздоровниця».

Народний депутат України 4-го скликання з 14 травня 2002 до 25 травня 2006 від Комуністичної партії України, № 30 в списку. На час виборів: голова правління ЗАТ «Укрпрофоздоровниця», безпартійний. Член фракції комуністів (з травня 2002). Перший заступник голови Комітету з питань охорони здоров'я, материнства та дитинства (з червня 2002).
Березень 2006 — кандидат в народні депутати України від Комуністичної партії України, № 30 в списку. На час виборів: народний депутат України, безпартійний.
Помер 30 червня 2016 року.

## Нагороди
Лауреат Державної премії України в галузі науки і техніки (2006). Заслужений лікар України. Ордени Трудового Червоного Прапора, «Знак Пошани».